# Luigi Ceriani
Luigi Ceriani (Milano, 23 gennaio 1894 – 8 ottobre 1969) è stato un imprenditore e scacchista italiano.

## La retroanalisi scacchistica
Luigi Ceriani è universalmente riconosciuto quale uno dei maggiori compositori e cultori della analisi retrograda.
I suoi due libri dedicati all'argomento, 32 personaggi e un autore (1955) e La genesi delle posizioni (1961), sono ancor oggi indispensabili agli studiosi di tale filone della problemistica.
Ceriani collaborò alle più famose riviste specializzate del campo, quali la tedesca “die Schwalbe” , l'inglese “Fairy Chess Review” e le italiane “Sinfonie Scacchistiche” e l'“Italia Scacchistica”; di quest'ultima, fu redattore della sezione problema dal 1927 al 1929.
Collaborò a più riprese con Karl Fabel, un altro dei padri indiscussi della retroanalisi (insieme a Thomas Rayner Dawson, Nenad Petrović e altri).

## I problemi
|   | a | b | c | d | e | f | g | h |   |
| 8 | f8 alfiere del nero · g8 re del nero · h8 cavallo del nero · e7 pedone del nero · g7 pedone del nero · g6 re del bianco · h6 pedone del nero · f5 torre del nero · h4 torre del nero · f3 pedone del bianco · g3 pedone del bianco · h3 torre del bianco · b2 pedone del bianco · c2 pedone del bianco · d2 pedone del bianco · e2 pedone del bianco · f2 torre del bianco · g2 pedone del bianco · h2 donna del bianco · f1 donna del nero · g1 cavallo del bianco · h1 cavallo del bianco | f8 alfiere del nero · g8 re del nero · h8 cavallo del nero · e7 pedone del nero · g7 pedone del nero · g6 re del bianco · h6 pedone del nero · f5 torre del nero · h4 torre del nero · f3 pedone del bianco · g3 pedone del bianco · h3 torre del bianco · b2 pedone del bianco · c2 pedone del bianco · d2 pedone del bianco · e2 pedone del bianco · f2 torre del bianco · g2 pedone del bianco · h2 donna del bianco · f1 donna del nero · g1 cavallo del bianco · h1 cavallo del bianco | f8 alfiere del nero · g8 re del nero · h8 cavallo del nero · e7 pedone del nero · g7 pedone del nero · g6 re del bianco · h6 pedone del nero · f5 torre del nero · h4 torre del nero · f3 pedone del bianco · g3 pedone del bianco · h3 torre del bianco · b2 pedone del bianco · c2 pedone del bianco · d2 pedone del bianco · e2 pedone del bianco · f2 torre del bianco · g2 pedone del bianco · h2 donna del bianco · f1 donna del nero · g1 cavallo del bianco · h1 cavallo del bianco | f8 alfiere del nero · g8 re del nero · h8 cavallo del nero · e7 pedone del nero · g7 pedone del nero · g6 re del bianco · h6 pedone del nero · f5 torre del nero · h4 torre del nero · f3 pedone del bianco · g3 pedone del bianco · h3 torre del bianco · b2 pedone del bianco · c2 pedone del bianco · d2 pedone del bianco · e2 pedone del bianco · f2 torre del bianco · g2 pedone del bianco · h2 donna del bianco · f1 donna del nero · g1 cavallo del bianco · h1 cavallo del bianco | f8 alfiere del nero · g8 re del nero · h8 cavallo del nero · e7 pedone del nero · g7 pedone del nero · g6 re del bianco · h6 pedone del nero · f5 torre del nero · h4 torre del nero · f3 pedone del bianco · g3 pedone del bianco · h3 torre del bianco · b2 pedone del bianco · c2 pedone del bianco · d2 pedone del bianco · e2 pedone del bianco · f2 torre del bianco · g2 pedone del bianco · h2 donna del bianco · f1 donna del nero · g1 cavallo del bianco · h1 cavallo del bianco | f8 alfiere del nero · g8 re del nero · h8 cavallo del nero · e7 pedone del nero · g7 pedone del nero · g6 re del bianco · h6 pedone del nero · f5 torre del nero · h4 torre del nero · f3 pedone del bianco · g3 pedone del bianco · h3 torre del bianco · b2 pedone del bianco · c2 pedone del bianco · d2 pedone del bianco · e2 pedone del bianco · f2 torre del bianco · g2 pedone del bianco · h2 donna del bianco · f1 donna del nero · g1 cavallo del bianco · h1 cavallo del bianco | f8 alfiere del nero · g8 re del nero · h8 cavallo del nero · e7 pedone del nero · g7 pedone del nero · g6 re del bianco · h6 pedone del nero · f5 torre del nero · h4 torre del nero · f3 pedone del bianco · g3 pedone del bianco · h3 torre del bianco · b2 pedone del bianco · c2 pedone del bianco · d2 pedone del bianco · e2 pedone del bianco · f2 torre del bianco · g2 pedone del bianco · h2 donna del bianco · f1 donna del nero · g1 cavallo del bianco · h1 cavallo del bianco | f8 alfiere del nero · g8 re del nero · h8 cavallo del nero · e7 pedone del nero · g7 pedone del nero · g6 re del bianco · h6 pedone del nero · f5 torre del nero · h4 torre del nero · f3 pedone del bianco · g3 pedone del bianco · h3 torre del bianco · b2 pedone del bianco · c2 pedone del bianco · d2 pedone del bianco · e2 pedone del bianco · f2 torre del bianco · g2 pedone del bianco · h2 donna del bianco · f1 donna del nero · g1 cavallo del bianco · h1 cavallo del bianco | 8 |
| 7 | f8 alfiere del nero · g8 re del nero · h8 cavallo del nero · e7 pedone del nero · g7 pedone del nero · g6 re del bianco · h6 pedone del nero · f5 torre del nero · h4 torre del nero · f3 pedone del bianco · g3 pedone del bianco · h3 torre del bianco · b2 pedone del bianco · c2 pedone del bianco · d2 pedone del bianco · e2 pedone del bianco · f2 torre del bianco · g2 pedone del bianco · h2 donna del bianco · f1 donna del nero · g1 cavallo del bianco · h1 cavallo del bianco | f8 alfiere del nero · g8 re del nero · h8 cavallo del nero · e7 pedone del nero · g7 pedone del nero · g6 re del bianco · h6 pedone del nero · f5 torre del nero · h4 torre del nero · f3 pedone del bianco · g3 pedone del bianco · h3 torre del bianco · b2 pedone del bianco · c2 pedone del bianco · d2 pedone del bianco · e2 pedone del bianco · f2 torre del bianco · g2 pedone del bianco · h2 donna del bianco · f1 donna del nero · g1 cavallo del bianco · h1 cavallo del bianco | f8 alfiere del nero · g8 re del nero · h8 cavallo del nero · e7 pedone del nero · g7 pedone del nero · g6 re del bianco · h6 pedone del nero · f5 torre del nero · h4 torre del nero · f3 pedone del bianco · g3 pedone del bianco · h3 torre del bianco · b2 pedone del bianco · c2 pedone del bianco · d2 pedone del bianco · e2 pedone del bianco · f2 torre del bianco · g2 pedone del bianco · h2 donna del bianco · f1 donna del nero · g1 cavallo del bianco · h1 cavallo del bianco | f8 alfiere del nero · g8 re del nero · h8 cavallo del nero · e7 pedone del nero · g7 pedone del nero · g6 re del bianco · h6 pedone del nero · f5 torre del nero · h4 torre del nero · f3 pedone del bianco · g3 pedone del bianco · h3 torre del bianco · b2 pedone del bianco · c2 pedone del bianco · d2 pedone del bianco · e2 pedone del bianco · f2 torre del bianco · g2 pedone del bianco · h2 donna del bianco · f1 donna del nero · g1 cavallo del bianco · h1 cavallo del bianco | f8 alfiere del nero · g8 re del nero · h8 cavallo del nero · e7 pedone del nero · g7 pedone del nero · g6 re del bianco · h6 pedone del nero · f5 torre del nero · h4 torre del nero · f3 pedone del bianco · g3 pedone del bianco · h3 torre del bianco · b2 pedone del bianco · c2 pedone del bianco · d2 pedone del bianco · e2 pedone del bianco · f2 torre del bianco · g2 pedone del bianco · h2 donna del bianco · f1 donna del nero · g1 cavallo del bianco · h1 cavallo del bianco | f8 alfiere del nero · g8 re del nero · h8 cavallo del nero · e7 pedone del nero · g7 pedone del nero · g6 re del bianco · h6 pedone del nero · f5 torre del nero · h4 torre del nero · f3 pedone del bianco · g3 pedone del bianco · h3 torre del bianco · b2 pedone del bianco · c2 pedone del bianco · d2 pedone del bianco · e2 pedone del bianco · f2 torre del bianco · g2 pedone del bianco · h2 donna del bianco · f1 donna del nero · g1 cavallo del bianco · h1 cavallo del bianco | f8 alfiere del nero · g8 re del nero · h8 cavallo del nero · e7 pedone del nero · g7 pedone del nero · g6 re del bianco · h6 pedone del nero · f5 torre del nero · h4 torre del nero · f3 pedone del bianco · g3 pedone del bianco · h3 torre del bianco · b2 pedone del bianco · c2 pedone del bianco · d2 pedone del bianco · e2 pedone del bianco · f2 torre del bianco · g2 pedone del bianco · h2 donna del bianco · f1 donna del nero · g1 cavallo del bianco · h1 cavallo del bianco | f8 alfiere del nero · g8 re del nero · h8 cavallo del nero · e7 pedone del nero · g7 pedone del nero · g6 re del bianco · h6 pedone del nero · f5 torre del nero · h4 torre del nero · f3 pedone del bianco · g3 pedone del bianco · h3 torre del bianco · b2 pedone del bianco · c2 pedone del bianco · d2 pedone del bianco · e2 pedone del bianco · f2 torre del bianco · g2 pedone del bianco · h2 donna del bianco · f1 donna del nero · g1 cavallo del bianco · h1 cavallo del bianco | 7 |
| 6 | f8 alfiere del nero · g8 re del nero · h8 cavallo del nero · e7 pedone del nero · g7 pedone del nero · g6 re del bianco · h6 pedone del nero · f5 torre del nero · h4 torre del nero · f3 pedone del bianco · g3 pedone del bianco · h3 torre del bianco · b2 pedone del bianco · c2 pedone del bianco · d2 pedone del bianco · e2 pedone del bianco · f2 torre del bianco · g2 pedone del bianco · h2 donna del bianco · f1 donna del nero · g1 cavallo del bianco · h1 cavallo del bianco | f8 alfiere del nero · g8 re del nero · h8 cavallo del nero · e7 pedone del nero · g7 pedone del nero · g6 re del bianco · h6 pedone del nero · f5 torre del nero · h4 torre del nero · f3 pedone del bianco · g3 pedone del bianco · h3 torre del bianco · b2 pedone del bianco · c2 pedone del bianco · d2 pedone del bianco · e2 pedone del bianco · f2 torre del bianco · g2 pedone del bianco · h2 donna del bianco · f1 donna del nero · g1 cavallo del bianco · h1 cavallo del bianco | f8 alfiere del nero · g8 re del nero · h8 cavallo del nero · e7 pedone del nero · g7 pedone del nero · g6 re del bianco · h6 pedone del nero · f5 torre del nero · h4 torre del nero · f3 pedone del bianco · g3 pedone del bianco · h3 torre del bianco · b2 pedone del bianco · c2 pedone del bianco · d2 pedone del bianco · e2 pedone del bianco · f2 torre del bianco · g2 pedone del bianco · h2 donna del bianco · f1 donna del nero · g1 cavallo del bianco · h1 cavallo del bianco | f8 alfiere del nero · g8 re del nero · h8 cavallo del nero · e7 pedone del nero · g7 pedone del nero · g6 re del bianco · h6 pedone del nero · f5 torre del nero · h4 torre del nero · f3 pedone del bianco · g3 pedone del bianco · h3 torre del bianco · b2 pedone del bianco · c2 pedone del bianco · d2 pedone del bianco · e2 pedone del bianco · f2 torre del bianco · g2 pedone del bianco · h2 donna del bianco · f1 donna del nero · g1 cavallo del bianco · h1 cavallo del bianco | f8 alfiere del nero · g8 re del nero · h8 cavallo del nero · e7 pedone del nero · g7 pedone del nero · g6 re del bianco · h6 pedone del nero · f5 torre del nero · h4 torre del nero · f3 pedone del bianco · g3 pedone del bianco · h3 torre del bianco · b2 pedone del bianco · c2 pedone del bianco · d2 pedone del bianco · e2 pedone del bianco · f2 torre del bianco · g2 pedone del bianco · h2 donna del bianco · f1 donna del nero · g1 cavallo del bianco · h1 cavallo del bianco | f8 alfiere del nero · g8 re del nero · h8 cavallo del nero · e7 pedone del nero · g7 pedone del nero · g6 re del bianco · h6 pedone del nero · f5 torre del nero · h4 torre del nero · f3 pedone del bianco · g3 pedone del bianco · h3 torre del bianco · b2 pedone del bianco · c2 pedone del bianco · d2 pedone del bianco · e2 pedone del bianco · f2 torre del bianco · g2 pedone del bianco · h2 donna del bianco · f1 donna del nero · g1 cavallo del bianco · h1 cavallo del bianco | f8 alfiere del nero · g8 re del nero · h8 cavallo del nero · e7 pedone del nero · g7 pedone del nero · g6 re del bianco · h6 pedone del nero · f5 torre del nero · h4 torre del nero · f3 pedone del bianco · g3 pedone del bianco · h3 torre del bianco · b2 pedone del bianco · c2 pedone del bianco · d2 pedone del bianco · e2 pedone del bianco · f2 torre del bianco · g2 pedone del bianco · h2 donna del bianco · f1 donna del nero · g1 cavallo del bianco · h1 cavallo del bianco | f8 alfiere del nero · g8 re del nero · h8 cavallo del nero · e7 pedone del nero · g7 pedone del nero · g6 re del bianco · h6 pedone del nero · f5 torre del nero · h4 torre del nero · f3 pedone del bianco · g3 pedone del bianco · h3 torre del bianco · b2 pedone del bianco · c2 pedone del bianco · d2 pedone del bianco · e2 pedone del bianco · f2 torre del bianco · g2 pedone del bianco · h2 donna del bianco · f1 donna del nero · g1 cavallo del bianco · h1 cavallo del bianco | 6 |
| 5 | f8 alfiere del nero · g8 re del nero · h8 cavallo del nero · e7 pedone del nero · g7 pedone del nero · g6 re del bianco · h6 pedone del nero · f5 torre del nero · h4 torre del nero · f3 pedone del bianco · g3 pedone del bianco · h3 torre del bianco · b2 pedone del bianco · c2 pedone del bianco · d2 pedone del bianco · e2 pedone del bianco · f2 torre del bianco · g2 pedone del bianco · h2 donna del bianco · f1 donna del nero · g1 cavallo del bianco · h1 cavallo del bianco | f8 alfiere del nero · g8 re del nero · h8 cavallo del nero · e7 pedone del nero · g7 pedone del nero · g6 re del bianco · h6 pedone del nero · f5 torre del nero · h4 torre del nero · f3 pedone del bianco · g3 pedone del bianco · h3 torre del bianco · b2 pedone del bianco · c2 pedone del bianco · d2 pedone del bianco · e2 pedone del bianco · f2 torre del bianco · g2 pedone del bianco · h2 donna del bianco · f1 donna del nero · g1 cavallo del bianco · h1 cavallo del bianco | f8 alfiere del nero · g8 re del nero · h8 cavallo del nero · e7 pedone del nero · g7 pedone del nero · g6 re del bianco · h6 pedone del nero · f5 torre del nero · h4 torre del nero · f3 pedone del bianco · g3 pedone del bianco · h3 torre del bianco · b2 pedone del bianco · c2 pedone del bianco · d2 pedone del bianco · e2 pedone del bianco · f2 torre del bianco · g2 pedone del bianco · h2 donna del bianco · f1 donna del nero · g1 cavallo del bianco · h1 cavallo del bianco | f8 alfiere del nero · g8 re del nero · h8 cavallo del nero · e7 pedone del nero · g7 pedone del nero · g6 re del bianco · h6 pedone del nero · f5 torre del nero · h4 torre del nero · f3 pedone del bianco · g3 pedone del bianco · h3 torre del bianco · b2 pedone del bianco · c2 pedone del bianco · d2 pedone del bianco · e2 pedone del bianco · f2 torre del bianco · g2 pedone del bianco · h2 donna del bianco · f1 donna del nero · g1 cavallo del bianco · h1 cavallo del bianco | f8 alfiere del nero · g8 re del nero · h8 cavallo del nero · e7 pedone del nero · g7 pedone del nero · g6 re del bianco · h6 pedone del nero · f5 torre del nero · h4 torre del nero · f3 pedone del bianco · g3 pedone del bianco · h3 torre del bianco · b2 pedone del bianco · c2 pedone del bianco · d2 pedone del bianco · e2 pedone del bianco · f2 torre del bianco · g2 pedone del bianco · h2 donna del bianco · f1 donna del nero · g1 cavallo del bianco · h1 cavallo del bianco | f8 alfiere del nero · g8 re del nero · h8 cavallo del nero · e7 pedone del nero · g7 pedone del nero · g6 re del bianco · h6 pedone del nero · f5 torre del nero · h4 torre del nero · f3 pedone del bianco · g3 pedone del bianco · h3 torre del bianco · b2 pedone del bianco · c2 pedone del bianco · d2 pedone del bianco · e2 pedone del bianco · f2 torre del bianco · g2 pedone del bianco · h2 donna del bianco · f1 donna del nero · g1 cavallo del bianco · h1 cavallo del bianco | f8 alfiere del nero · g8 re del nero · h8 cavallo del nero · e7 pedone del nero · g7 pedone del nero · g6 re del bianco · h6 pedone del nero · f5 torre del nero · h4 torre del nero · f3 pedone del bianco · g3 pedone del bianco · h3 torre del bianco · b2 pedone del bianco · c2 pedone del bianco · d2 pedone del bianco · e2 pedone del bianco · f2 torre del bianco · g2 pedone del bianco · h2 donna del bianco · f1 donna del nero · g1 cavallo del bianco · h1 cavallo del bianco | f8 alfiere del nero · g8 re del nero · h8 cavallo del nero · e7 pedone del nero · g7 pedone del nero · g6 re del bianco · h6 pedone del nero · f5 torre del nero · h4 torre del nero · f3 pedone del bianco · g3 pedone del bianco · h3 torre del bianco · b2 pedone del bianco · c2 pedone del bianco · d2 pedone del bianco · e2 pedone del bianco · f2 torre del bianco · g2 pedone del bianco · h2 donna del bianco · f1 donna del nero · g1 cavallo del bianco · h1 cavallo del bianco | 5 |
| 4 | f8 alfiere del nero · g8 re del nero · h8 cavallo del nero · e7 pedone del nero · g7 pedone del nero · g6 re del bianco · h6 pedone del nero · f5 torre del nero · h4 torre del nero · f3 pedone del bianco · g3 pedone del bianco · h3 torre del bianco · b2 pedone del bianco · c2 pedone del bianco · d2 pedone del bianco · e2 pedone del bianco · f2 torre del bianco · g2 pedone del bianco · h2 donna del bianco · f1 donna del nero · g1 cavallo del bianco · h1 cavallo del bianco | f8 alfiere del nero · g8 re del nero · h8 cavallo del nero · e7 pedone del nero · g7 pedone del nero · g6 re del bianco · h6 pedone del nero · f5 torre del nero · h4 torre del nero · f3 pedone del bianco · g3 pedone del bianco · h3 torre del bianco · b2 pedone del bianco · c2 pedone del bianco · d2 pedone del bianco · e2 pedone del bianco · f2 torre del bianco · g2 pedone del bianco · h2 donna del bianco · f1 donna del nero · g1 cavallo del bianco · h1 cavallo del bianco | f8 alfiere del nero · g8 re del nero · h8 cavallo del nero · e7 pedone del nero · g7 pedone del nero · g6 re del bianco · h6 pedone del nero · f5 torre del nero · h4 torre del nero · f3 pedone del bianco · g3 pedone del bianco · h3 torre del bianco · b2 pedone del bianco · c2 pedone del bianco · d2 pedone del bianco · e2 pedone del bianco · f2 torre del bianco · g2 pedone del bianco · h2 donna del bianco · f1 donna del nero · g1 cavallo del bianco · h1 cavallo del bianco | f8 alfiere del nero · g8 re del nero · h8 cavallo del nero · e7 pedone del nero · g7 pedone del nero · g6 re del bianco · h6 pedone del nero · f5 torre del nero · h4 torre del nero · f3 pedone del bianco · g3 pedone del bianco · h3 torre del bianco · b2 pedone del bianco · c2 pedone del bianco · d2 pedone del bianco · e2 pedone del bianco · f2 torre del bianco · g2 pedone del bianco · h2 donna del bianco · f1 donna del nero · g1 cavallo del bianco · h1 cavallo del bianco | f8 alfiere del nero · g8 re del nero · h8 cavallo del nero · e7 pedone del nero · g7 pedone del nero · g6 re del bianco · h6 pedone del nero · f5 torre del nero · h4 torre del nero · f3 pedone del bianco · g3 pedone del bianco · h3 torre del bianco · b2 pedone del bianco · c2 pedone del bianco · d2 pedone del bianco · e2 pedone del bianco · f2 torre del bianco · g2 pedone del bianco · h2 donna del bianco · f1 donna del nero · g1 cavallo del bianco · h1 cavallo del bianco | f8 alfiere del nero · g8 re del nero · h8 cavallo del nero · e7 pedone del nero · g7 pedone del nero · g6 re del bianco · h6 pedone del nero · f5 torre del nero · h4 torre del nero · f3 pedone del bianco · g3 pedone del bianco · h3 torre del bianco · b2 pedone del bianco · c2 pedone del bianco · d2 pedone del bianco · e2 pedone del bianco · f2 torre del bianco · g2 pedone del bianco · h2 donna del bianco · f1 donna del nero · g1 cavallo del bianco · h1 cavallo del bianco | f8 alfiere del nero · g8 re del nero · h8 cavallo del nero · e7 pedone del nero · g7 pedone del nero · g6 re del bianco · h6 pedone del nero · f5 torre del nero · h4 torre del nero · f3 pedone del bianco · g3 pedone del bianco · h3 torre del bianco · b2 pedone del bianco · c2 pedone del bianco · d2 pedone del bianco · e2 pedone del bianco · f2 torre del bianco · g2 pedone del bianco · h2 donna del bianco · f1 donna del nero · g1 cavallo del bianco · h1 cavallo del bianco | f8 alfiere del nero · g8 re del nero · h8 cavallo del nero · e7 pedone del nero · g7 pedone del nero · g6 re del bianco · h6 pedone del nero · f5 torre del nero · h4 torre del nero · f3 pedone del bianco · g3 pedone del bianco · h3 torre del bianco · b2 pedone del bianco · c2 pedone del bianco · d2 pedone del bianco · e2 pedone del bianco · f2 torre del bianco · g2 pedone del bianco · h2 donna del bianco · f1 donna del nero · g1 cavallo del bianco · h1 cavallo del bianco | 4 |
| 3 | f8 alfiere del nero · g8 re del nero · h8 cavallo del nero · e7 pedone del nero · g7 pedone del nero · g6 re del bianco · h6 pedone del nero · f5 torre del nero · h4 torre del nero · f3 pedone del bianco · g3 pedone del bianco · h3 torre del bianco · b2 pedone del bianco · c2 pedone del bianco · d2 pedone del bianco · e2 pedone del bianco · f2 torre del bianco · g2 pedone del bianco · h2 donna del bianco · f1 donna del nero · g1 cavallo del bianco · h1 cavallo del bianco | f8 alfiere del nero · g8 re del nero · h8 cavallo del nero · e7 pedone del nero · g7 pedone del nero · g6 re del bianco · h6 pedone del nero · f5 torre del nero · h4 torre del nero · f3 pedone del bianco · g3 pedone del bianco · h3 torre del bianco · b2 pedone del bianco · c2 pedone del bianco · d2 pedone del bianco · e2 pedone del bianco · f2 torre del bianco · g2 pedone del bianco · h2 donna del bianco · f1 donna del nero · g1 cavallo del bianco · h1 cavallo del bianco | f8 alfiere del nero · g8 re del nero · h8 cavallo del nero · e7 pedone del nero · g7 pedone del nero · g6 re del bianco · h6 pedone del nero · f5 torre del nero · h4 torre del nero · f3 pedone del bianco · g3 pedone del bianco · h3 torre del bianco · b2 pedone del bianco · c2 pedone del bianco · d2 pedone del bianco · e2 pedone del bianco · f2 torre del bianco · g2 pedone del bianco · h2 donna del bianco · f1 donna del nero · g1 cavallo del bianco · h1 cavallo del bianco | f8 alfiere del nero · g8 re del nero · h8 cavallo del nero · e7 pedone del nero · g7 pedone del nero · g6 re del bianco · h6 pedone del nero · f5 torre del nero · h4 torre del nero · f3 pedone del bianco · g3 pedone del bianco · h3 torre del bianco · b2 pedone del bianco · c2 pedone del bianco · d2 pedone del bianco · e2 pedone del bianco · f2 torre del bianco · g2 pedone del bianco · h2 donna del bianco · f1 donna del nero · g1 cavallo del bianco · h1 cavallo del bianco | f8 alfiere del nero · g8 re del nero · h8 cavallo del nero · e7 pedone del nero · g7 pedone del nero · g6 re del bianco · h6 pedone del nero · f5 torre del nero · h4 torre del nero · f3 pedone del bianco · g3 pedone del bianco · h3 torre del bianco · b2 pedone del bianco · c2 pedone del bianco · d2 pedone del bianco · e2 pedone del bianco · f2 torre del bianco · g2 pedone del bianco · h2 donna del bianco · f1 donna del nero · g1 cavallo del bianco · h1 cavallo del bianco | f8 alfiere del nero · g8 re del nero · h8 cavallo del nero · e7 pedone del nero · g7 pedone del nero · g6 re del bianco · h6 pedone del nero · f5 torre del nero · h4 torre del nero · f3 pedone del bianco · g3 pedone del bianco · h3 torre del bianco · b2 pedone del bianco · c2 pedone del bianco · d2 pedone del bianco · e2 pedone del bianco · f2 torre del bianco · g2 pedone del bianco · h2 donna del bianco · f1 donna del nero · g1 cavallo del bianco · h1 cavallo del bianco | f8 alfiere del nero · g8 re del nero · h8 cavallo del nero · e7 pedone del nero · g7 pedone del nero · g6 re del bianco · h6 pedone del nero · f5 torre del nero · h4 torre del nero · f3 pedone del bianco · g3 pedone del bianco · h3 torre del bianco · b2 pedone del bianco · c2 pedone del bianco · d2 pedone del bianco · e2 pedone del bianco · f2 torre del bianco · g2 pedone del bianco · h2 donna del bianco · f1 donna del nero · g1 cavallo del bianco · h1 cavallo del bianco | f8 alfiere del nero · g8 re del nero · h8 cavallo del nero · e7 pedone del nero · g7 pedone del nero · g6 re del bianco · h6 pedone del nero · f5 torre del nero · h4 torre del nero · f3 pedone del bianco · g3 pedone del bianco · h3 torre del bianco · b2 pedone del bianco · c2 pedone del bianco · d2 pedone del bianco · e2 pedone del bianco · f2 torre del bianco · g2 pedone del bianco · h2 donna del bianco · f1 donna del nero · g1 cavallo del bianco · h1 cavallo del bianco | 3 |
| 2 | f8 alfiere del nero · g8 re del nero · h8 cavallo del nero · e7 pedone del nero · g7 pedone del nero · g6 re del bianco · h6 pedone del nero · f5 torre del nero · h4 torre del nero · f3 pedone del bianco · g3 pedone del bianco · h3 torre del bianco · b2 pedone del bianco · c2 pedone del bianco · d2 pedone del bianco · e2 pedone del bianco · f2 torre del bianco · g2 pedone del bianco · h2 donna del bianco · f1 donna del nero · g1 cavallo del bianco · h1 cavallo del bianco | f8 alfiere del nero · g8 re del nero · h8 cavallo del nero · e7 pedone del nero · g7 pedone del nero · g6 re del bianco · h6 pedone del nero · f5 torre del nero · h4 torre del nero · f3 pedone del bianco · g3 pedone del bianco · h3 torre del bianco · b2 pedone del bianco · c2 pedone del bianco · d2 pedone del bianco · e2 pedone del bianco · f2 torre del bianco · g2 pedone del bianco · h2 donna del bianco · f1 donna del nero · g1 cavallo del bianco · h1 cavallo del bianco | f8 alfiere del nero · g8 re del nero · h8 cavallo del nero · e7 pedone del nero · g7 pedone del nero · g6 re del bianco · h6 pedone del nero · f5 torre del nero · h4 torre del nero · f3 pedone del bianco · g3 pedone del bianco · h3 torre del bianco · b2 pedone del bianco · c2 pedone del bianco · d2 pedone del bianco · e2 pedone del bianco · f2 torre del bianco · g2 pedone del bianco · h2 donna del bianco · f1 donna del nero · g1 cavallo del bianco · h1 cavallo del bianco | f8 alfiere del nero · g8 re del nero · h8 cavallo del nero · e7 pedone del nero · g7 pedone del nero · g6 re del bianco · h6 pedone del nero · f5 torre del nero · h4 torre del nero · f3 pedone del bianco · g3 pedone del bianco · h3 torre del bianco · b2 pedone del bianco · c2 pedone del bianco · d2 pedone del bianco · e2 pedone del bianco · f2 torre del bianco · g2 pedone del bianco · h2 donna del bianco · f1 donna del nero · g1 cavallo del bianco · h1 cavallo del bianco | f8 alfiere del nero · g8 re del nero · h8 cavallo del nero · e7 pedone del nero · g7 pedone del nero · g6 re del bianco · h6 pedone del nero · f5 torre del nero · h4 torre del nero · f3 pedone del bianco · g3 pedone del bianco · h3 torre del bianco · b2 pedone del bianco · c2 pedone del bianco · d2 pedone del bianco · e2 pedone del bianco · f2 torre del bianco · g2 pedone del bianco · h2 donna del bianco · f1 donna del nero · g1 cavallo del bianco · h1 cavallo del bianco | f8 alfiere del nero · g8 re del nero · h8 cavallo del nero · e7 pedone del nero · g7 pedone del nero · g6 re del bianco · h6 pedone del nero · f5 torre del nero · h4 torre del nero · f3 pedone del bianco · g3 pedone del bianco · h3 torre del bianco · b2 pedone del bianco · c2 pedone del bianco · d2 pedone del bianco · e2 pedone del bianco · f2 torre del bianco · g2 pedone del bianco · h2 donna del bianco · f1 donna del nero · g1 cavallo del bianco · h1 cavallo del bianco | f8 alfiere del nero · g8 re del nero · h8 cavallo del nero · e7 pedone del nero · g7 pedone del nero · g6 re del bianco · h6 pedone del nero · f5 torre del nero · h4 torre del nero · f3 pedone del bianco · g3 pedone del bianco · h3 torre del bianco · b2 pedone del bianco · c2 pedone del bianco · d2 pedone del bianco · e2 pedone del bianco · f2 torre del bianco · g2 pedone del bianco · h2 donna del bianco · f1 donna del nero · g1 cavallo del bianco · h1 cavallo del bianco | f8 alfiere del nero · g8 re del nero · h8 cavallo del nero · e7 pedone del nero · g7 pedone del nero · g6 re del bianco · h6 pedone del nero · f5 torre del nero · h4 torre del nero · f3 pedone del bianco · g3 pedone del bianco · h3 torre del bianco · b2 pedone del bianco · c2 pedone del bianco · d2 pedone del bianco · e2 pedone del bianco · f2 torre del bianco · g2 pedone del bianco · h2 donna del bianco · f1 donna del nero · g1 cavallo del bianco · h1 cavallo del bianco | 2 |
| 1 | f8 alfiere del nero · g8 re del nero · h8 cavallo del nero · e7 pedone del nero · g7 pedone del nero · g6 re del bianco · h6 pedone del nero · f5 torre del nero · h4 torre del nero · f3 pedone del bianco · g3 pedone del bianco · h3 torre del bianco · b2 pedone del bianco · c2 pedone del bianco · d2 pedone del bianco · e2 pedone del bianco · f2 torre del bianco · g2 pedone del bianco · h2 donna del bianco · f1 donna del nero · g1 cavallo del bianco · h1 cavallo del bianco | f8 alfiere del nero · g8 re del nero · h8 cavallo del nero · e7 pedone del nero · g7 pedone del nero · g6 re del bianco · h6 pedone del nero · f5 torre del nero · h4 torre del nero · f3 pedone del bianco · g3 pedone del bianco · h3 torre del bianco · b2 pedone del bianco · c2 pedone del bianco · d2 pedone del bianco · e2 pedone del bianco · f2 torre del bianco · g2 pedone del bianco · h2 donna del bianco · f1 donna del nero · g1 cavallo del bianco · h1 cavallo del bianco | f8 alfiere del nero · g8 re del nero · h8 cavallo del nero · e7 pedone del nero · g7 pedone del nero · g6 re del bianco · h6 pedone del nero · f5 torre del nero · h4 torre del nero · f3 pedone del bianco · g3 pedone del bianco · h3 torre del bianco · b2 pedone del bianco · c2 pedone del bianco · d2 pedone del bianco · e2 pedone del bianco · f2 torre del bianco · g2 pedone del bianco · h2 donna del bianco · f1 donna del nero · g1 cavallo del bianco · h1 cavallo del bianco | f8 alfiere del nero · g8 re del nero · h8 cavallo del nero · e7 pedone del nero · g7 pedone del nero · g6 re del bianco · h6 pedone del nero · f5 torre del nero · h4 torre del nero · f3 pedone del bianco · g3 pedone del bianco · h3 torre del bianco · b2 pedone del bianco · c2 pedone del bianco · d2 pedone del bianco · e2 pedone del bianco · f2 torre del bianco · g2 pedone del bianco · h2 donna del bianco · f1 donna del nero · g1 cavallo del bianco · h1 cavallo del bianco | f8 alfiere del nero · g8 re del nero · h8 cavallo del nero · e7 pedone del nero · g7 pedone del nero · g6 re del bianco · h6 pedone del nero · f5 torre del nero · h4 torre del nero · f3 pedone del bianco · g3 pedone del bianco · h3 torre del bianco · b2 pedone del bianco · c2 pedone del bianco · d2 pedone del bianco · e2 pedone del bianco · f2 torre del bianco · g2 pedone del bianco · h2 donna del bianco · f1 donna del nero · g1 cavallo del bianco · h1 cavallo del bianco | f8 alfiere del nero · g8 re del nero · h8 cavallo del nero · e7 pedone del nero · g7 pedone del nero · g6 re del bianco · h6 pedone del nero · f5 torre del nero · h4 torre del nero · f3 pedone del bianco · g3 pedone del bianco · h3 torre del bianco · b2 pedone del bianco · c2 pedone del bianco · d2 pedone del bianco · e2 pedone del bianco · f2 torre del bianco · g2 pedone del bianco · h2 donna del bianco · f1 donna del nero · g1 cavallo del bianco · h1 cavallo del bianco | f8 alfiere del nero · g8 re del nero · h8 cavallo del nero · e7 pedone del nero · g7 pedone del nero · g6 re del bianco · h6 pedone del nero · f5 torre del nero · h4 torre del nero · f3 pedone del bianco · g3 pedone del bianco · h3 torre del bianco · b2 pedone del bianco · c2 pedone del bianco · d2 pedone del bianco · e2 pedone del bianco · f2 torre del bianco · g2 pedone del bianco · h2 donna del bianco · f1 donna del nero · g1 cavallo del bianco · h1 cavallo del bianco | f8 alfiere del nero · g8 re del nero · h8 cavallo del nero · e7 pedone del nero · g7 pedone del nero · g6 re del bianco · h6 pedone del nero · f5 torre del nero · h4 torre del nero · f3 pedone del bianco · g3 pedone del bianco · h3 torre del bianco · b2 pedone del bianco · c2 pedone del bianco · d2 pedone del bianco · e2 pedone del bianco · f2 torre del bianco · g2 pedone del bianco · h2 donna del bianco · f1 donna del nero · g1 cavallo del bianco · h1 cavallo del bianco | 1 |
|   | a | b | c | d | e | f | g | h |   |

Compose più di 700 lavori, nella maggioranza retroanalisi, 44 dei quali vennero premiati. I suoi problemi sono generalmente molto difficili da risolvere e la semplice lettura della soluzione non è un compito facile per i non addetti ai lavori.
Nell'esempio 1 (1955 "32 personaggi e un autore"), l'enunciato del problema chiede al solutore di ricostruire quali siano state tutte le mosse dei pedoni bianchi.
Soluzione: è chiaro che l'ultima mossa è stata del nero che ha dato scacco muovendo il Cavallo
da f7 (non ci sono altre case possibili) in h8. Prima di questa mossa il bianco non sembra avere mosse possibili,
a meno che il Cavallo nero non abbia catturato qualcosa in h8; qualcosa che non può che essere una Torre.
Infatti un Cavallo o un Alfiere non avrebbero ultime mosse, e nemmeno la Donna bianca 
dato che non può arrivare da h7 dove avrebbe dato scacco al Re nero g8. Torre quindi e ultima mossa bianca Th7-h8.
Raggiungiamo la posizione a sinistra.
|   | a | b | c | d | e | f | g | h |   |
| 8 | f8 alfiere del nero · g8 re del nero · e7 pedone del nero · f7 cavallo del nero · g7 pedone del nero · h7 torre del bianco · g6 re del bianco · h6 pedone del nero · f5 torre del nero · h4 torre del nero · f3 pedone del bianco · g3 pedone del bianco · h3 torre del bianco · b2 pedone del bianco · c2 pedone del bianco · d2 pedone del bianco · e2 pedone del bianco · f2 torre del bianco · g2 pedone del bianco · h2 donna del bianco · f1 donna del nero · g1 cavallo del bianco · h1 cavallo del bianco | f8 alfiere del nero · g8 re del nero · e7 pedone del nero · f7 cavallo del nero · g7 pedone del nero · h7 torre del bianco · g6 re del bianco · h6 pedone del nero · f5 torre del nero · h4 torre del nero · f3 pedone del bianco · g3 pedone del bianco · h3 torre del bianco · b2 pedone del bianco · c2 pedone del bianco · d2 pedone del bianco · e2 pedone del bianco · f2 torre del bianco · g2 pedone del bianco · h2 donna del bianco · f1 donna del nero · g1 cavallo del bianco · h1 cavallo del bianco | f8 alfiere del nero · g8 re del nero · e7 pedone del nero · f7 cavallo del nero · g7 pedone del nero · h7 torre del bianco · g6 re del bianco · h6 pedone del nero · f5 torre del nero · h4 torre del nero · f3 pedone del bianco · g3 pedone del bianco · h3 torre del bianco · b2 pedone del bianco · c2 pedone del bianco · d2 pedone del bianco · e2 pedone del bianco · f2 torre del bianco · g2 pedone del bianco · h2 donna del bianco · f1 donna del nero · g1 cavallo del bianco · h1 cavallo del bianco | f8 alfiere del nero · g8 re del nero · e7 pedone del nero · f7 cavallo del nero · g7 pedone del nero · h7 torre del bianco · g6 re del bianco · h6 pedone del nero · f5 torre del nero · h4 torre del nero · f3 pedone del bianco · g3 pedone del bianco · h3 torre del bianco · b2 pedone del bianco · c2 pedone del bianco · d2 pedone del bianco · e2 pedone del bianco · f2 torre del bianco · g2 pedone del bianco · h2 donna del bianco · f1 donna del nero · g1 cavallo del bianco · h1 cavallo del bianco | f8 alfiere del nero · g8 re del nero · e7 pedone del nero · f7 cavallo del nero · g7 pedone del nero · h7 torre del bianco · g6 re del bianco · h6 pedone del nero · f5 torre del nero · h4 torre del nero · f3 pedone del bianco · g3 pedone del bianco · h3 torre del bianco · b2 pedone del bianco · c2 pedone del bianco · d2 pedone del bianco · e2 pedone del bianco · f2 torre del bianco · g2 pedone del bianco · h2 donna del bianco · f1 donna del nero · g1 cavallo del bianco · h1 cavallo del bianco | f8 alfiere del nero · g8 re del nero · e7 pedone del nero · f7 cavallo del nero · g7 pedone del nero · h7 torre del bianco · g6 re del bianco · h6 pedone del nero · f5 torre del nero · h4 torre del nero · f3 pedone del bianco · g3 pedone del bianco · h3 torre del bianco · b2 pedone del bianco · c2 pedone del bianco · d2 pedone del bianco · e2 pedone del bianco · f2 torre del bianco · g2 pedone del bianco · h2 donna del bianco · f1 donna del nero · g1 cavallo del bianco · h1 cavallo del bianco | f8 alfiere del nero · g8 re del nero · e7 pedone del nero · f7 cavallo del nero · g7 pedone del nero · h7 torre del bianco · g6 re del bianco · h6 pedone del nero · f5 torre del nero · h4 torre del nero · f3 pedone del bianco · g3 pedone del bianco · h3 torre del bianco · b2 pedone del bianco · c2 pedone del bianco · d2 pedone del bianco · e2 pedone del bianco · f2 torre del bianco · g2 pedone del bianco · h2 donna del bianco · f1 donna del nero · g1 cavallo del bianco · h1 cavallo del bianco | f8 alfiere del nero · g8 re del nero · e7 pedone del nero · f7 cavallo del nero · g7 pedone del nero · h7 torre del bianco · g6 re del bianco · h6 pedone del nero · f5 torre del nero · h4 torre del nero · f3 pedone del bianco · g3 pedone del bianco · h3 torre del bianco · b2 pedone del bianco · c2 pedone del bianco · d2 pedone del bianco · e2 pedone del bianco · f2 torre del bianco · g2 pedone del bianco · h2 donna del bianco · f1 donna del nero · g1 cavallo del bianco · h1 cavallo del bianco | 8 |
| 7 | f8 alfiere del nero · g8 re del nero · e7 pedone del nero · f7 cavallo del nero · g7 pedone del nero · h7 torre del bianco · g6 re del bianco · h6 pedone del nero · f5 torre del nero · h4 torre del nero · f3 pedone del bianco · g3 pedone del bianco · h3 torre del bianco · b2 pedone del bianco · c2 pedone del bianco · d2 pedone del bianco · e2 pedone del bianco · f2 torre del bianco · g2 pedone del bianco · h2 donna del bianco · f1 donna del nero · g1 cavallo del bianco · h1 cavallo del bianco | f8 alfiere del nero · g8 re del nero · e7 pedone del nero · f7 cavallo del nero · g7 pedone del nero · h7 torre del bianco · g6 re del bianco · h6 pedone del nero · f5 torre del nero · h4 torre del nero · f3 pedone del bianco · g3 pedone del bianco · h3 torre del bianco · b2 pedone del bianco · c2 pedone del bianco · d2 pedone del bianco · e2 pedone del bianco · f2 torre del bianco · g2 pedone del bianco · h2 donna del bianco · f1 donna del nero · g1 cavallo del bianco · h1 cavallo del bianco | f8 alfiere del nero · g8 re del nero · e7 pedone del nero · f7 cavallo del nero · g7 pedone del nero · h7 torre del bianco · g6 re del bianco · h6 pedone del nero · f5 torre del nero · h4 torre del nero · f3 pedone del bianco · g3 pedone del bianco · h3 torre del bianco · b2 pedone del bianco · c2 pedone del bianco · d2 pedone del bianco · e2 pedone del bianco · f2 torre del bianco · g2 pedone del bianco · h2 donna del bianco · f1 donna del nero · g1 cavallo del bianco · h1 cavallo del bianco | f8 alfiere del nero · g8 re del nero · e7 pedone del nero · f7 cavallo del nero · g7 pedone del nero · h7 torre del bianco · g6 re del bianco · h6 pedone del nero · f5 torre del nero · h4 torre del nero · f3 pedone del bianco · g3 pedone del bianco · h3 torre del bianco · b2 pedone del bianco · c2 pedone del bianco · d2 pedone del bianco · e2 pedone del bianco · f2 torre del bianco · g2 pedone del bianco · h2 donna del bianco · f1 donna del nero · g1 cavallo del bianco · h1 cavallo del bianco | f8 alfiere del nero · g8 re del nero · e7 pedone del nero · f7 cavallo del nero · g7 pedone del nero · h7 torre del bianco · g6 re del bianco · h6 pedone del nero · f5 torre del nero · h4 torre del nero · f3 pedone del bianco · g3 pedone del bianco · h3 torre del bianco · b2 pedone del bianco · c2 pedone del bianco · d2 pedone del bianco · e2 pedone del bianco · f2 torre del bianco · g2 pedone del bianco · h2 donna del bianco · f1 donna del nero · g1 cavallo del bianco · h1 cavallo del bianco | f8 alfiere del nero · g8 re del nero · e7 pedone del nero · f7 cavallo del nero · g7 pedone del nero · h7 torre del bianco · g6 re del bianco · h6 pedone del nero · f5 torre del nero · h4 torre del nero · f3 pedone del bianco · g3 pedone del bianco · h3 torre del bianco · b2 pedone del bianco · c2 pedone del bianco · d2 pedone del bianco · e2 pedone del bianco · f2 torre del bianco · g2 pedone del bianco · h2 donna del bianco · f1 donna del nero · g1 cavallo del bianco · h1 cavallo del bianco | f8 alfiere del nero · g8 re del nero · e7 pedone del nero · f7 cavallo del nero · g7 pedone del nero · h7 torre del bianco · g6 re del bianco · h6 pedone del nero · f5 torre del nero · h4 torre del nero · f3 pedone del bianco · g3 pedone del bianco · h3 torre del bianco · b2 pedone del bianco · c2 pedone del bianco · d2 pedone del bianco · e2 pedone del bianco · f2 torre del bianco · g2 pedone del bianco · h2 donna del bianco · f1 donna del nero · g1 cavallo del bianco · h1 cavallo del bianco | f8 alfiere del nero · g8 re del nero · e7 pedone del nero · f7 cavallo del nero · g7 pedone del nero · h7 torre del bianco · g6 re del bianco · h6 pedone del nero · f5 torre del nero · h4 torre del nero · f3 pedone del bianco · g3 pedone del bianco · h3 torre del bianco · b2 pedone del bianco · c2 pedone del bianco · d2 pedone del bianco · e2 pedone del bianco · f2 torre del bianco · g2 pedone del bianco · h2 donna del bianco · f1 donna del nero · g1 cavallo del bianco · h1 cavallo del bianco | 7 |
| 6 | f8 alfiere del nero · g8 re del nero · e7 pedone del nero · f7 cavallo del nero · g7 pedone del nero · h7 torre del bianco · g6 re del bianco · h6 pedone del nero · f5 torre del nero · h4 torre del nero · f3 pedone del bianco · g3 pedone del bianco · h3 torre del bianco · b2 pedone del bianco · c2 pedone del bianco · d2 pedone del bianco · e2 pedone del bianco · f2 torre del bianco · g2 pedone del bianco · h2 donna del bianco · f1 donna del nero · g1 cavallo del bianco · h1 cavallo del bianco | f8 alfiere del nero · g8 re del nero · e7 pedone del nero · f7 cavallo del nero · g7 pedone del nero · h7 torre del bianco · g6 re del bianco · h6 pedone del nero · f5 torre del nero · h4 torre del nero · f3 pedone del bianco · g3 pedone del bianco · h3 torre del bianco · b2 pedone del bianco · c2 pedone del bianco · d2 pedone del bianco · e2 pedone del bianco · f2 torre del bianco · g2 pedone del bianco · h2 donna del bianco · f1 donna del nero · g1 cavallo del bianco · h1 cavallo del bianco | f8 alfiere del nero · g8 re del nero · e7 pedone del nero · f7 cavallo del nero · g7 pedone del nero · h7 torre del bianco · g6 re del bianco · h6 pedone del nero · f5 torre del nero · h4 torre del nero · f3 pedone del bianco · g3 pedone del bianco · h3 torre del bianco · b2 pedone del bianco · c2 pedone del bianco · d2 pedone del bianco · e2 pedone del bianco · f2 torre del bianco · g2 pedone del bianco · h2 donna del bianco · f1 donna del nero · g1 cavallo del bianco · h1 cavallo del bianco | f8 alfiere del nero · g8 re del nero · e7 pedone del nero · f7 cavallo del nero · g7 pedone del nero · h7 torre del bianco · g6 re del bianco · h6 pedone del nero · f5 torre del nero · h4 torre del nero · f3 pedone del bianco · g3 pedone del bianco · h3 torre del bianco · b2 pedone del bianco · c2 pedone del bianco · d2 pedone del bianco · e2 pedone del bianco · f2 torre del bianco · g2 pedone del bianco · h2 donna del bianco · f1 donna del nero · g1 cavallo del bianco · h1 cavallo del bianco | f8 alfiere del nero · g8 re del nero · e7 pedone del nero · f7 cavallo del nero · g7 pedone del nero · h7 torre del bianco · g6 re del bianco · h6 pedone del nero · f5 torre del nero · h4 torre del nero · f3 pedone del bianco · g3 pedone del bianco · h3 torre del bianco · b2 pedone del bianco · c2 pedone del bianco · d2 pedone del bianco · e2 pedone del bianco · f2 torre del bianco · g2 pedone del bianco · h2 donna del bianco · f1 donna del nero · g1 cavallo del bianco · h1 cavallo del bianco | f8 alfiere del nero · g8 re del nero · e7 pedone del nero · f7 cavallo del nero · g7 pedone del nero · h7 torre del bianco · g6 re del bianco · h6 pedone del nero · f5 torre del nero · h4 torre del nero · f3 pedone del bianco · g3 pedone del bianco · h3 torre del bianco · b2 pedone del bianco · c2 pedone del bianco · d2 pedone del bianco · e2 pedone del bianco · f2 torre del bianco · g2 pedone del bianco · h2 donna del bianco · f1 donna del nero · g1 cavallo del bianco · h1 cavallo del bianco | f8 alfiere del nero · g8 re del nero · e7 pedone del nero · f7 cavallo del nero · g7 pedone del nero · h7 torre del bianco · g6 re del bianco · h6 pedone del nero · f5 torre del nero · h4 torre del nero · f3 pedone del bianco · g3 pedone del bianco · h3 torre del bianco · b2 pedone del bianco · c2 pedone del bianco · d2 pedone del bianco · e2 pedone del bianco · f2 torre del bianco · g2 pedone del bianco · h2 donna del bianco · f1 donna del nero · g1 cavallo del bianco · h1 cavallo del bianco | f8 alfiere del nero · g8 re del nero · e7 pedone del nero · f7 cavallo del nero · g7 pedone del nero · h7 torre del bianco · g6 re del bianco · h6 pedone del nero · f5 torre del nero · h4 torre del nero · f3 pedone del bianco · g3 pedone del bianco · h3 torre del bianco · b2 pedone del bianco · c2 pedone del bianco · d2 pedone del bianco · e2 pedone del bianco · f2 torre del bianco · g2 pedone del bianco · h2 donna del bianco · f1 donna del nero · g1 cavallo del bianco · h1 cavallo del bianco | 6 |
| 5 | f8 alfiere del nero · g8 re del nero · e7 pedone del nero · f7 cavallo del nero · g7 pedone del nero · h7 torre del bianco · g6 re del bianco · h6 pedone del nero · f5 torre del nero · h4 torre del nero · f3 pedone del bianco · g3 pedone del bianco · h3 torre del bianco · b2 pedone del bianco · c2 pedone del bianco · d2 pedone del bianco · e2 pedone del bianco · f2 torre del bianco · g2 pedone del bianco · h2 donna del bianco · f1 donna del nero · g1 cavallo del bianco · h1 cavallo del bianco | f8 alfiere del nero · g8 re del nero · e7 pedone del nero · f7 cavallo del nero · g7 pedone del nero · h7 torre del bianco · g6 re del bianco · h6 pedone del nero · f5 torre del nero · h4 torre del nero · f3 pedone del bianco · g3 pedone del bianco · h3 torre del bianco · b2 pedone del bianco · c2 pedone del bianco · d2 pedone del bianco · e2 pedone del bianco · f2 torre del bianco · g2 pedone del bianco · h2 donna del bianco · f1 donna del nero · g1 cavallo del bianco · h1 cavallo del bianco | f8 alfiere del nero · g8 re del nero · e7 pedone del nero · f7 cavallo del nero · g7 pedone del nero · h7 torre del bianco · g6 re del bianco · h6 pedone del nero · f5 torre del nero · h4 torre del nero · f3 pedone del bianco · g3 pedone del bianco · h3 torre del bianco · b2 pedone del bianco · c2 pedone del bianco · d2 pedone del bianco · e2 pedone del bianco · f2 torre del bianco · g2 pedone del bianco · h2 donna del bianco · f1 donna del nero · g1 cavallo del bianco · h1 cavallo del bianco | f8 alfiere del nero · g8 re del nero · e7 pedone del nero · f7 cavallo del nero · g7 pedone del nero · h7 torre del bianco · g6 re del bianco · h6 pedone del nero · f5 torre del nero · h4 torre del nero · f3 pedone del bianco · g3 pedone del bianco · h3 torre del bianco · b2 pedone del bianco · c2 pedone del bianco · d2 pedone del bianco · e2 pedone del bianco · f2 torre del bianco · g2 pedone del bianco · h2 donna del bianco · f1 donna del nero · g1 cavallo del bianco · h1 cavallo del bianco | f8 alfiere del nero · g8 re del nero · e7 pedone del nero · f7 cavallo del nero · g7 pedone del nero · h7 torre del bianco · g6 re del bianco · h6 pedone del nero · f5 torre del nero · h4 torre del nero · f3 pedone del bianco · g3 pedone del bianco · h3 torre del bianco · b2 pedone del bianco · c2 pedone del bianco · d2 pedone del bianco · e2 pedone del bianco · f2 torre del bianco · g2 pedone del bianco · h2 donna del bianco · f1 donna del nero · g1 cavallo del bianco · h1 cavallo del bianco | f8 alfiere del nero · g8 re del nero · e7 pedone del nero · f7 cavallo del nero · g7 pedone del nero · h7 torre del bianco · g6 re del bianco · h6 pedone del nero · f5 torre del nero · h4 torre del nero · f3 pedone del bianco · g3 pedone del bianco · h3 torre del bianco · b2 pedone del bianco · c2 pedone del bianco · d2 pedone del bianco · e2 pedone del bianco · f2 torre del bianco · g2 pedone del bianco · h2 donna del bianco · f1 donna del nero · g1 cavallo del bianco · h1 cavallo del bianco | f8 alfiere del nero · g8 re del nero · e7 pedone del nero · f7 cavallo del nero · g7 pedone del nero · h7 torre del bianco · g6 re del bianco · h6 pedone del nero · f5 torre del nero · h4 torre del nero · f3 pedone del bianco · g3 pedone del bianco · h3 torre del bianco · b2 pedone del bianco · c2 pedone del bianco · d2 pedone del bianco · e2 pedone del bianco · f2 torre del bianco · g2 pedone del bianco · h2 donna del bianco · f1 donna del nero · g1 cavallo del bianco · h1 cavallo del bianco | f8 alfiere del nero · g8 re del nero · e7 pedone del nero · f7 cavallo del nero · g7 pedone del nero · h7 torre del bianco · g6 re del bianco · h6 pedone del nero · f5 torre del nero · h4 torre del nero · f3 pedone del bianco · g3 pedone del bianco · h3 torre del bianco · b2 pedone del bianco · c2 pedone del bianco · d2 pedone del bianco · e2 pedone del bianco · f2 torre del bianco · g2 pedone del bianco · h2 donna del bianco · f1 donna del nero · g1 cavallo del bianco · h1 cavallo del bianco | 5 |
| 4 | f8 alfiere del nero · g8 re del nero · e7 pedone del nero · f7 cavallo del nero · g7 pedone del nero · h7 torre del bianco · g6 re del bianco · h6 pedone del nero · f5 torre del nero · h4 torre del nero · f3 pedone del bianco · g3 pedone del bianco · h3 torre del bianco · b2 pedone del bianco · c2 pedone del bianco · d2 pedone del bianco · e2 pedone del bianco · f2 torre del bianco · g2 pedone del bianco · h2 donna del bianco · f1 donna del nero · g1 cavallo del bianco · h1 cavallo del bianco | f8 alfiere del nero · g8 re del nero · e7 pedone del nero · f7 cavallo del nero · g7 pedone del nero · h7 torre del bianco · g6 re del bianco · h6 pedone del nero · f5 torre del nero · h4 torre del nero · f3 pedone del bianco · g3 pedone del bianco · h3 torre del bianco · b2 pedone del bianco · c2 pedone del bianco · d2 pedone del bianco · e2 pedone del bianco · f2 torre del bianco · g2 pedone del bianco · h2 donna del bianco · f1 donna del nero · g1 cavallo del bianco · h1 cavallo del bianco | f8 alfiere del nero · g8 re del nero · e7 pedone del nero · f7 cavallo del nero · g7 pedone del nero · h7 torre del bianco · g6 re del bianco · h6 pedone del nero · f5 torre del nero · h4 torre del nero · f3 pedone del bianco · g3 pedone del bianco · h3 torre del bianco · b2 pedone del bianco · c2 pedone del bianco · d2 pedone del bianco · e2 pedone del bianco · f2 torre del bianco · g2 pedone del bianco · h2 donna del bianco · f1 donna del nero · g1 cavallo del bianco · h1 cavallo del bianco | f8 alfiere del nero · g8 re del nero · e7 pedone del nero · f7 cavallo del nero · g7 pedone del nero · h7 torre del bianco · g6 re del bianco · h6 pedone del nero · f5 torre del nero · h4 torre del nero · f3 pedone del bianco · g3 pedone del bianco · h3 torre del bianco · b2 pedone del bianco · c2 pedone del bianco · d2 pedone del bianco · e2 pedone del bianco · f2 torre del bianco · g2 pedone del bianco · h2 donna del bianco · f1 donna del nero · g1 cavallo del bianco · h1 cavallo del bianco | f8 alfiere del nero · g8 re del nero · e7 pedone del nero · f7 cavallo del nero · g7 pedone del nero · h7 torre del bianco · g6 re del bianco · h6 pedone del nero · f5 torre del nero · h4 torre del nero · f3 pedone del bianco · g3 pedone del bianco · h3 torre del bianco · b2 pedone del bianco · c2 pedone del bianco · d2 pedone del bianco · e2 pedone del bianco · f2 torre del bianco · g2 pedone del bianco · h2 donna del bianco · f1 donna del nero · g1 cavallo del bianco · h1 cavallo del bianco | f8 alfiere del nero · g8 re del nero · e7 pedone del nero · f7 cavallo del nero · g7 pedone del nero · h7 torre del bianco · g6 re del bianco · h6 pedone del nero · f5 torre del nero · h4 torre del nero · f3 pedone del bianco · g3 pedone del bianco · h3 torre del bianco · b2 pedone del bianco · c2 pedone del bianco · d2 pedone del bianco · e2 pedone del bianco · f2 torre del bianco · g2 pedone del bianco · h2 donna del bianco · f1 donna del nero · g1 cavallo del bianco · h1 cavallo del bianco | f8 alfiere del nero · g8 re del nero · e7 pedone del nero · f7 cavallo del nero · g7 pedone del nero · h7 torre del bianco · g6 re del bianco · h6 pedone del nero · f5 torre del nero · h4 torre del nero · f3 pedone del bianco · g3 pedone del bianco · h3 torre del bianco · b2 pedone del bianco · c2 pedone del bianco · d2 pedone del bianco · e2 pedone del bianco · f2 torre del bianco · g2 pedone del bianco · h2 donna del bianco · f1 donna del nero · g1 cavallo del bianco · h1 cavallo del bianco | f8 alfiere del nero · g8 re del nero · e7 pedone del nero · f7 cavallo del nero · g7 pedone del nero · h7 torre del bianco · g6 re del bianco · h6 pedone del nero · f5 torre del nero · h4 torre del nero · f3 pedone del bianco · g3 pedone del bianco · h3 torre del bianco · b2 pedone del bianco · c2 pedone del bianco · d2 pedone del bianco · e2 pedone del bianco · f2 torre del bianco · g2 pedone del bianco · h2 donna del bianco · f1 donna del nero · g1 cavallo del bianco · h1 cavallo del bianco | 4 |
| 3 | f8 alfiere del nero · g8 re del nero · e7 pedone del nero · f7 cavallo del nero · g7 pedone del nero · h7 torre del bianco · g6 re del bianco · h6 pedone del nero · f5 torre del nero · h4 torre del nero · f3 pedone del bianco · g3 pedone del bianco · h3 torre del bianco · b2 pedone del bianco · c2 pedone del bianco · d2 pedone del bianco · e2 pedone del bianco · f2 torre del bianco · g2 pedone del bianco · h2 donna del bianco · f1 donna del nero · g1 cavallo del bianco · h1 cavallo del bianco | f8 alfiere del nero · g8 re del nero · e7 pedone del nero · f7 cavallo del nero · g7 pedone del nero · h7 torre del bianco · g6 re del bianco · h6 pedone del nero · f5 torre del nero · h4 torre del nero · f3 pedone del bianco · g3 pedone del bianco · h3 torre del bianco · b2 pedone del bianco · c2 pedone del bianco · d2 pedone del bianco · e2 pedone del bianco · f2 torre del bianco · g2 pedone del bianco · h2 donna del bianco · f1 donna del nero · g1 cavallo del bianco · h1 cavallo del bianco | f8 alfiere del nero · g8 re del nero · e7 pedone del nero · f7 cavallo del nero · g7 pedone del nero · h7 torre del bianco · g6 re del bianco · h6 pedone del nero · f5 torre del nero · h4 torre del nero · f3 pedone del bianco · g3 pedone del bianco · h3 torre del bianco · b2 pedone del bianco · c2 pedone del bianco · d2 pedone del bianco · e2 pedone del bianco · f2 torre del bianco · g2 pedone del bianco · h2 donna del bianco · f1 donna del nero · g1 cavallo del bianco · h1 cavallo del bianco | f8 alfiere del nero · g8 re del nero · e7 pedone del nero · f7 cavallo del nero · g7 pedone del nero · h7 torre del bianco · g6 re del bianco · h6 pedone del nero · f5 torre del nero · h4 torre del nero · f3 pedone del bianco · g3 pedone del bianco · h3 torre del bianco · b2 pedone del bianco · c2 pedone del bianco · d2 pedone del bianco · e2 pedone del bianco · f2 torre del bianco · g2 pedone del bianco · h2 donna del bianco · f1 donna del nero · g1 cavallo del bianco · h1 cavallo del bianco | f8 alfiere del nero · g8 re del nero · e7 pedone del nero · f7 cavallo del nero · g7 pedone del nero · h7 torre del bianco · g6 re del bianco · h6 pedone del nero · f5 torre del nero · h4 torre del nero · f3 pedone del bianco · g3 pedone del bianco · h3 torre del bianco · b2 pedone del bianco · c2 pedone del bianco · d2 pedone del bianco · e2 pedone del bianco · f2 torre del bianco · g2 pedone del bianco · h2 donna del bianco · f1 donna del nero · g1 cavallo del bianco · h1 cavallo del bianco | f8 alfiere del nero · g8 re del nero · e7 pedone del nero · f7 cavallo del nero · g7 pedone del nero · h7 torre del bianco · g6 re del bianco · h6 pedone del nero · f5 torre del nero · h4 torre del nero · f3 pedone del bianco · g3 pedone del bianco · h3 torre del bianco · b2 pedone del bianco · c2 pedone del bianco · d2 pedone del bianco · e2 pedone del bianco · f2 torre del bianco · g2 pedone del bianco · h2 donna del bianco · f1 donna del nero · g1 cavallo del bianco · h1 cavallo del bianco | f8 alfiere del nero · g8 re del nero · e7 pedone del nero · f7 cavallo del nero · g7 pedone del nero · h7 torre del bianco · g6 re del bianco · h6 pedone del nero · f5 torre del nero · h4 torre del nero · f3 pedone del bianco · g3 pedone del bianco · h3 torre del bianco · b2 pedone del bianco · c2 pedone del bianco · d2 pedone del bianco · e2 pedone del bianco · f2 torre del bianco · g2 pedone del bianco · h2 donna del bianco · f1 donna del nero · g1 cavallo del bianco · h1 cavallo del bianco | f8 alfiere del nero · g8 re del nero · e7 pedone del nero · f7 cavallo del nero · g7 pedone del nero · h7 torre del bianco · g6 re del bianco · h6 pedone del nero · f5 torre del nero · h4 torre del nero · f3 pedone del bianco · g3 pedone del bianco · h3 torre del bianco · b2 pedone del bianco · c2 pedone del bianco · d2 pedone del bianco · e2 pedone del bianco · f2 torre del bianco · g2 pedone del bianco · h2 donna del bianco · f1 donna del nero · g1 cavallo del bianco · h1 cavallo del bianco | 3 |
| 2 | f8 alfiere del nero · g8 re del nero · e7 pedone del nero · f7 cavallo del nero · g7 pedone del nero · h7 torre del bianco · g6 re del bianco · h6 pedone del nero · f5 torre del nero · h4 torre del nero · f3 pedone del bianco · g3 pedone del bianco · h3 torre del bianco · b2 pedone del bianco · c2 pedone del bianco · d2 pedone del bianco · e2 pedone del bianco · f2 torre del bianco · g2 pedone del bianco · h2 donna del bianco · f1 donna del nero · g1 cavallo del bianco · h1 cavallo del bianco | f8 alfiere del nero · g8 re del nero · e7 pedone del nero · f7 cavallo del nero · g7 pedone del nero · h7 torre del bianco · g6 re del bianco · h6 pedone del nero · f5 torre del nero · h4 torre del nero · f3 pedone del bianco · g3 pedone del bianco · h3 torre del bianco · b2 pedone del bianco · c2 pedone del bianco · d2 pedone del bianco · e2 pedone del bianco · f2 torre del bianco · g2 pedone del bianco · h2 donna del bianco · f1 donna del nero · g1 cavallo del bianco · h1 cavallo del bianco | f8 alfiere del nero · g8 re del nero · e7 pedone del nero · f7 cavallo del nero · g7 pedone del nero · h7 torre del bianco · g6 re del bianco · h6 pedone del nero · f5 torre del nero · h4 torre del nero · f3 pedone del bianco · g3 pedone del bianco · h3 torre del bianco · b2 pedone del bianco · c2 pedone del bianco · d2 pedone del bianco · e2 pedone del bianco · f2 torre del bianco · g2 pedone del bianco · h2 donna del bianco · f1 donna del nero · g1 cavallo del bianco · h1 cavallo del bianco | f8 alfiere del nero · g8 re del nero · e7 pedone del nero · f7 cavallo del nero · g7 pedone del nero · h7 torre del bianco · g6 re del bianco · h6 pedone del nero · f5 torre del nero · h4 torre del nero · f3 pedone del bianco · g3 pedone del bianco · h3 torre del bianco · b2 pedone del bianco · c2 pedone del bianco · d2 pedone del bianco · e2 pedone del bianco · f2 torre del bianco · g2 pedone del bianco · h2 donna del bianco · f1 donna del nero · g1 cavallo del bianco · h1 cavallo del bianco | f8 alfiere del nero · g8 re del nero · e7 pedone del nero · f7 cavallo del nero · g7 pedone del nero · h7 torre del bianco · g6 re del bianco · h6 pedone del nero · f5 torre del nero · h4 torre del nero · f3 pedone del bianco · g3 pedone del bianco · h3 torre del bianco · b2 pedone del bianco · c2 pedone del bianco · d2 pedone del bianco · e2 pedone del bianco · f2 torre del bianco · g2 pedone del bianco · h2 donna del bianco · f1 donna del nero · g1 cavallo del bianco · h1 cavallo del bianco | f8 alfiere del nero · g8 re del nero · e7 pedone del nero · f7 cavallo del nero · g7 pedone del nero · h7 torre del bianco · g6 re del bianco · h6 pedone del nero · f5 torre del nero · h4 torre del nero · f3 pedone del bianco · g3 pedone del bianco · h3 torre del bianco · b2 pedone del bianco · c2 pedone del bianco · d2 pedone del bianco · e2 pedone del bianco · f2 torre del bianco · g2 pedone del bianco · h2 donna del bianco · f1 donna del nero · g1 cavallo del bianco · h1 cavallo del bianco | f8 alfiere del nero · g8 re del nero · e7 pedone del nero · f7 cavallo del nero · g7 pedone del nero · h7 torre del bianco · g6 re del bianco · h6 pedone del nero · f5 torre del nero · h4 torre del nero · f3 pedone del bianco · g3 pedone del bianco · h3 torre del bianco · b2 pedone del bianco · c2 pedone del bianco · d2 pedone del bianco · e2 pedone del bianco · f2 torre del bianco · g2 pedone del bianco · h2 donna del bianco · f1 donna del nero · g1 cavallo del bianco · h1 cavallo del bianco | f8 alfiere del nero · g8 re del nero · e7 pedone del nero · f7 cavallo del nero · g7 pedone del nero · h7 torre del bianco · g6 re del bianco · h6 pedone del nero · f5 torre del nero · h4 torre del nero · f3 pedone del bianco · g3 pedone del bianco · h3 torre del bianco · b2 pedone del bianco · c2 pedone del bianco · d2 pedone del bianco · e2 pedone del bianco · f2 torre del bianco · g2 pedone del bianco · h2 donna del bianco · f1 donna del nero · g1 cavallo del bianco · h1 cavallo del bianco | 2 |
| 1 | f8 alfiere del nero · g8 re del nero · e7 pedone del nero · f7 cavallo del nero · g7 pedone del nero · h7 torre del bianco · g6 re del bianco · h6 pedone del nero · f5 torre del nero · h4 torre del nero · f3 pedone del bianco · g3 pedone del bianco · h3 torre del bianco · b2 pedone del bianco · c2 pedone del bianco · d2 pedone del bianco · e2 pedone del bianco · f2 torre del bianco · g2 pedone del bianco · h2 donna del bianco · f1 donna del nero · g1 cavallo del bianco · h1 cavallo del bianco | f8 alfiere del nero · g8 re del nero · e7 pedone del nero · f7 cavallo del nero · g7 pedone del nero · h7 torre del bianco · g6 re del bianco · h6 pedone del nero · f5 torre del nero · h4 torre del nero · f3 pedone del bianco · g3 pedone del bianco · h3 torre del bianco · b2 pedone del bianco · c2 pedone del bianco · d2 pedone del bianco · e2 pedone del bianco · f2 torre del bianco · g2 pedone del bianco · h2 donna del bianco · f1 donna del nero · g1 cavallo del bianco · h1 cavallo del bianco | f8 alfiere del nero · g8 re del nero · e7 pedone del nero · f7 cavallo del nero · g7 pedone del nero · h7 torre del bianco · g6 re del bianco · h6 pedone del nero · f5 torre del nero · h4 torre del nero · f3 pedone del bianco · g3 pedone del bianco · h3 torre del bianco · b2 pedone del bianco · c2 pedone del bianco · d2 pedone del bianco · e2 pedone del bianco · f2 torre del bianco · g2 pedone del bianco · h2 donna del bianco · f1 donna del nero · g1 cavallo del bianco · h1 cavallo del bianco | f8 alfiere del nero · g8 re del nero · e7 pedone del nero · f7 cavallo del nero · g7 pedone del nero · h7 torre del bianco · g6 re del bianco · h6 pedone del nero · f5 torre del nero · h4 torre del nero · f3 pedone del bianco · g3 pedone del bianco · h3 torre del bianco · b2 pedone del bianco · c2 pedone del bianco · d2 pedone del bianco · e2 pedone del bianco · f2 torre del bianco · g2 pedone del bianco · h2 donna del bianco · f1 donna del nero · g1 cavallo del bianco · h1 cavallo del bianco | f8 alfiere del nero · g8 re del nero · e7 pedone del nero · f7 cavallo del nero · g7 pedone del nero · h7 torre del bianco · g6 re del bianco · h6 pedone del nero · f5 torre del nero · h4 torre del nero · f3 pedone del bianco · g3 pedone del bianco · h3 torre del bianco · b2 pedone del bianco · c2 pedone del bianco · d2 pedone del bianco · e2 pedone del bianco · f2 torre del bianco · g2 pedone del bianco · h2 donna del bianco · f1 donna del nero · g1 cavallo del bianco · h1 cavallo del bianco | f8 alfiere del nero · g8 re del nero · e7 pedone del nero · f7 cavallo del nero · g7 pedone del nero · h7 torre del bianco · g6 re del bianco · h6 pedone del nero · f5 torre del nero · h4 torre del nero · f3 pedone del bianco · g3 pedone del bianco · h3 torre del bianco · b2 pedone del bianco · c2 pedone del bianco · d2 pedone del bianco · e2 pedone del bianco · f2 torre del bianco · g2 pedone del bianco · h2 donna del bianco · f1 donna del nero · g1 cavallo del bianco · h1 cavallo del bianco | f8 alfiere del nero · g8 re del nero · e7 pedone del nero · f7 cavallo del nero · g7 pedone del nero · h7 torre del bianco · g6 re del bianco · h6 pedone del nero · f5 torre del nero · h4 torre del nero · f3 pedone del bianco · g3 pedone del bianco · h3 torre del bianco · b2 pedone del bianco · c2 pedone del bianco · d2 pedone del bianco · e2 pedone del bianco · f2 torre del bianco · g2 pedone del bianco · h2 donna del bianco · f1 donna del nero · g1 cavallo del bianco · h1 cavallo del bianco | f8 alfiere del nero · g8 re del nero · e7 pedone del nero · f7 cavallo del nero · g7 pedone del nero · h7 torre del bianco · g6 re del bianco · h6 pedone del nero · f5 torre del nero · h4 torre del nero · f3 pedone del bianco · g3 pedone del bianco · h3 torre del bianco · b2 pedone del bianco · c2 pedone del bianco · d2 pedone del bianco · e2 pedone del bianco · f2 torre del bianco · g2 pedone del bianco · h2 donna del bianco · f1 donna del nero · g1 cavallo del bianco · h1 cavallo del bianco | 1 |
|   | a | b | c | d | e | f | g | h |   |

La Torre bianca in h7 è chiaramente un pezzo promosso (non può essere arrivata dentro la gabbia costituita dai Pedoni h6, g7, e7 e dall'Alfiere f8) e cioè il pedone a2. Questo ha quindi mosso sempre catturando da a2 per arrivare in g8 e promuovere a Torre. Consideriamo a questo punto che il bianco ha avuto la Torre catturata in h8, i due Alfieri catturati in c1 e f1 (case da cui non possono essere usciti per la presenza dei pedoni b2, d2, e2, g2) ergo i pedoni neri non hanno effettuato catture e devono essere stati catturati sulla colonna originale. Le mosse del pedone a2 sono quindi:
| a2:Pb3, b3:Pc4, c4:Pd5, d5:Ae6 (il pedone f7 c'è ancora e l'Alfiere campochiaro del nero non può essere stato catturato in g3), e6:Pf7, f7:Tg8=T (anche qui la Torre nera h8 non può essere uscita dalla gabbia e deve essere stata catturata dentro). Le altre mosse di pedone sono state ovviamente f2-f3 e h2:Cg3. |

Incidentalmente si è anche dimostrato che il pedone a7 del nero (che non è stato catturato dal bianco), ha promosso a Torre in a1. Nel diagramma è una delle Torri h4 o f5, ma non è possibile stabilire quale.

## Stile
I libri di Ceriani presentano un'ortografia inusuale per l'italiano moderno. Ceriani seguiva (ancora negli anni '50 e '60) una riforma ortografica dei primi del XX secolo che prevedeva l'uso di ò, ài, à nel verbo avere invece di ho, hai, ha. Riforma che è oggi completamente dimenticata e che rende particolare la lettura dei suoi libri.

## Opere
- 32 personaggi e un autore 1955 pubblicato in proprio
- La genesi delle posizioni 1961 pubblicato in proprio